# Fulgence Raymond
Pour les articles homonymes, voir Raymond.
Fulgence Raymond, né le 29 septembre 1844 à Saint-Christophe (Indre-et-Loire) et mort le 28 septembre 1910 au château de la Planche d'Andillé, près de Poitiers, est un neurologue français qui succéda à Jean-Martin Charcot (1825-1893) comme titulaire de la Chaire de neurologie de la Salpêtrière en 1894, après une brève période d'intérim assurée par Édouard Brissaud.

## Biographie
Il fut vétérinaire avant d'être médecin. Il compta parmi ses maîtres à Paris Alfred Vulpian (1826-1887). Il eut comme collaborateurs des médecins prestigieux tels que Joseph Babinski (1857-1932), Georges Marinesco (1863-1938) et Pierre Marie (1853-1940). Il eut notamment en tant qu'élèves le radiologue Jean-Athanase Sicard (1872-1929) et le dermatologue Albert Sézary.

## Travaux
Ses contributions à l'histoire des connaissances en neurologie concernent les névrites, les maladies spinales comme la  syringomyélie ou le tabes dorsalis et l'hémianesthésie (perte de la sensibilité d'une moitié du corps). Il rapporta avec Charcot les premières observations de Syndrome post-poliomyélite.
Avec le psychologue Pierre Janet (1859-1947), il étudie les névroses et les troubles psychosomatiques.

## Œuvres et publications
- Nouveau traité des formes extérieures du cheval, J. Dumaine (Paris), 1868.
- Étude anatomique, physiologique et clinique sur l'hémichorée, l'hémianesthésie et les tremblements symptomatiques, A. Delahaye et Cie (Paris), 1876, lire en ligne sur Gallica.
- De la puerpéralité [thèse présentée au concours pour l'agrégation, section de médecine et de médecine légale (1880)], V.A. Delahaye et Cie, Texte intégral.
- Anatomie pathologique du système nerveux : cours complémentaire professé à la Faculté de médecine de Paris pendant l'année scolaire 1883-1884, A. Delahaye et E. Lecrosnier (Paris), 1886, lire en ligne sur Gallica.
- L'étude des maladies du système nerveux en Russie : rapport adressé à M. le ministre de l'Instruction publique, O. Doin (Paris), 1889, lire en ligne sur Gallica.
- Maladies du système nerveux : atrophies musculaires et maladies amyotrophiques, [conférences faites à la faculté de médecine de Paris], O. Doin (Paris), 1889, Texte intégral.
- Étiologie du tabes dorsal, Veuve Babé et Cie (Paris), 1892, lire en ligne sur Gallica.
- Titres et travaux scientifiques, Impr. typ. A. Davy (Paris), 1893, Texte intégral.
- Maladies du système nerveux : scléroses systématiques de la moelle, tabes dorsalis et pseudo-tabes, maladie de Friedreich, tabes spasmodique et affections spasmo-paralytiques infantiles, [conférences faites à l'Hôpital Lariboisière pendant les années 1890-1891-1892-1893], O. Doin (Paris), 1894, Texte intégral.
- Clinique des maladies du système nerveux : leçon d'ouverture , F. Alcan (Paris), 1894, lire en ligne sur Gallica.
- Leçons sur les maladies du système nerveux, O. Doin (Paris), 1896-1897, lire en ligne sur Gallica.
- Leçons sur les maladies du système nerveux, [huit séries, recueillies et publiées par MM. E. Ricklin et A. Souques, clinique de la faculté de médecine de Paris], O. Doin (Paris), 1896-1903 :

1. Série 1
2. Série 2, lire en ligne sur Gallica.
3. Série 3, lire en ligne sur Gallica.
4. Série 4, lire en ligne sur Gallica.
5. Série 5, lire en ligne sur Gallica.
6. Série 6, lire en ligne sur Gallica.

- Névroses et psycho-névroses, [considérations générales sur les névroses et les psycho-névroses, la neurasthénie syndrome, la psychasthénie (psycho-névrose autonome, l'hystérie. Leçons faites à L'Hospice de la Salpêtrière (1907)], Delarue (Paris), 1907, Texte intégral.

En collaboration avec Pierre Janet :
- Les obsessions et la psychasthénie, [travaux du laboratoire de psychologie de la clinique à la Salpêtrière], F. Alcan (Paris), 1903, Texte intégral.

## Titres, prix et distinctions
- Légion d'honneur : Chevalier 6 janvier 1890, Officier le 31 décembre 1897, Commandeur le 15 juillet 1908[2].
- Académie de médecine, 1899.